# Municipio Pedro María Ureña
El Municipio Pedro María Ureña es uno de los 29 municipios del estado Táchira, ubicado al oeste de Venezuela. Su capital es la Ciudad de Ureña. Tiene una extensión de 177 km². Según proyecciones del INE su población para el año 2017 es de 51 985 habitantes. El municipio es reconocido por su destacada actividad económica, sustentada en un sólido desarrollo industrial y comercial. Entre los sectores más relevantes se encuentra la industria textil, considerada una de las más productivas y comercializadas de la región.
Le siguen en importancia la fabricación de muebles, autopartes, productos derivados del plástico, así como el sector automotor y carrocero. Además, el municipio cuenta con una significativa producción de caña de azúcar, destinada al procesamiento en el central azucarero local, actualmente en funcionamiento bajo el nombre de Azureña, tras haber estado inactivo durante un período.

## Historia
Para el año 1534, 4 años después de la muerte de Diego Colón, una pequeña parte del valle de la actual ciudad de Ureña estaba habitado por el pueblo indígena La Murchibila, integrado, entre otros, por el asentamiento Los Cucoraques, ubicados en los alrededores de la actual Aguas Calientes.
El 5 de diciembre de 1851 la Diputación Provincial de Mérida erigió la Parroquia Civil de Ureña en terrenos donados por don Pedro María Ureña un hacendado del cual pertenece el nombre del municipio en la Jurisdicción del Cantón de San Antonio del Táchira con los caseríos llamados San Juan del Llano Táchira, Los Quemados, Sábana Larga y La Mulata. El día 16 de febrero del año siguiente es erigida como Parroquia Eclesiástica e inmediatamente se adelantó la organización del primer poblado con su iglesia, plaza y casa cural en el sitio denominado San Juan del Llano Táchira (hoy Plaza Vieja). Este primer poblado fue destruido completamente por el Terremoto de Cúcuta del 18 de mayo de 1875 y reconstruido posteriormente con el nombre de Ureña en el sitio denominado Plaza de Los Quemados.
Pedro María Ureña es Municipio desde el 5 de diciembre de 1972.
El 21 de agosto de 2015 el presidente de Venezuela, Nicolás Maduro declara parcialmente un Estado de excepción en el estado fronterizo del Táchira, ordenando un cierre de frontera total por la crisis diplomática con Colombia, y casi un año después permitiendo solo paso peatonal debido a la presión y la crisis social que generó la medida, siendo esta entidad municipal uno de los cinco municipios afectados por la medida presidencial.

### Toponimia
El Municipio debe su nombre a Don Pedro María Ureña, quien nació en Peribeca, lo inscribieron en el Registro Civil de Táriba en 1774 y posiblemente falleció en Ureña el 28 de junio de 1854. Por cuanto era propietario de unos terrenos donde actualmente está el nuevo casco del pueblo, los pobladores le dieron el nombre de PUEBLO DE UREÑA y posteriormente su nombre al Municipio.

## Economía
- Agricultura.
- Central azucarero.
- Comercio.
- Industria .
- Auto partes.
- Sector automotriz y Carrocería.
- Muebles.
- Textil

## Límites
- Al Norte: Con el Municipio de Cúcuta (parte rural - Corregimiento de San Faustino de Los Ríos, Colombia.
- Al Sur: Con los municipios Bolívar y Libertad.
- Al Este: Con los municipios Lobatera y Libertad.
- Al Oeste: Con el Municipio de Cúcuta (parte rural y urbana - Área metropolitana de Cúcuta), Colombia.

### Organización parroquial
La jurisdicción está dividida en 2 parroquias:
| Parroquia                   | Superficie | Población   | Densidad       | Capital         | Distribución |
| --------------------------- | ---------- | ----------- | -------------- | --------------- | ------------ |
| 1.) Nueva Arcadia           | 63,00 km²  | hab.        | hab./km²       | Aguas Calientes |              |
| 2.) Ureña                   | 114,00 km² | hab.        | hab./km²       | Ureña           |              |
| Municipio Pedro María Ureña | 177,00 km² | 49.773 hab. | 281,2 hab./km² | Ureña           |              |

### Orografía
La zona es conocida, junto con el Municipio Bolívar, como el valle del Táchira, cuya superficie se caracteriza por un paisaje montañoso andino, con topografía irregular, que pertenece a la parte occidental de la Depresión del Táchira.

### Vegetación
Predomina el Bosque muy Seco Tropical y el Bosque Seco Premontano. Sin embargo, en sentido noreste, prevalece el Bosque Húmedo Premontano y Bosque Montano Bajo.

### Hidrografía
El municipio cuenta con diversas fuentes de agua a lo largo y ancho de su superficie que tributan a la Cuenca del Río Táchira (que aguas abajo desemboca en el Río Pamplonita). Dentro de éstas, destacan las nacientes de Aguas Termales conocidas en la zona de frontera por su empleo medicinal.
De los arroyos que fluyen dentro del área urbana de Ureña- Aguas Calientes están:
- Quebrada Aguacaliente - Caño Picho.
- Quebrada La Hedionda.
- La Toma Carmelitera (construcción artificial desde fines del siglo XIX con fines de riego agrícola).

Afluentes cuyo caudal desemboca en al Río Táchira, y del área rural, entre las que se encuentran:
- Quebrada La Mula (al Sur).
- Quebrada La Aguada - Tienditas.
- Quebrada Seca (originada en el Cerro Peñas Negras - al Este).
- Quebrada La Mulata.
- Quebrada La Trampa - La Rinconada (Noreste).
- Quebrada Don Pedro (define el límite Norte con Colombia).

## Símbolos del Municipio Pedro María Ureña

### Escudo

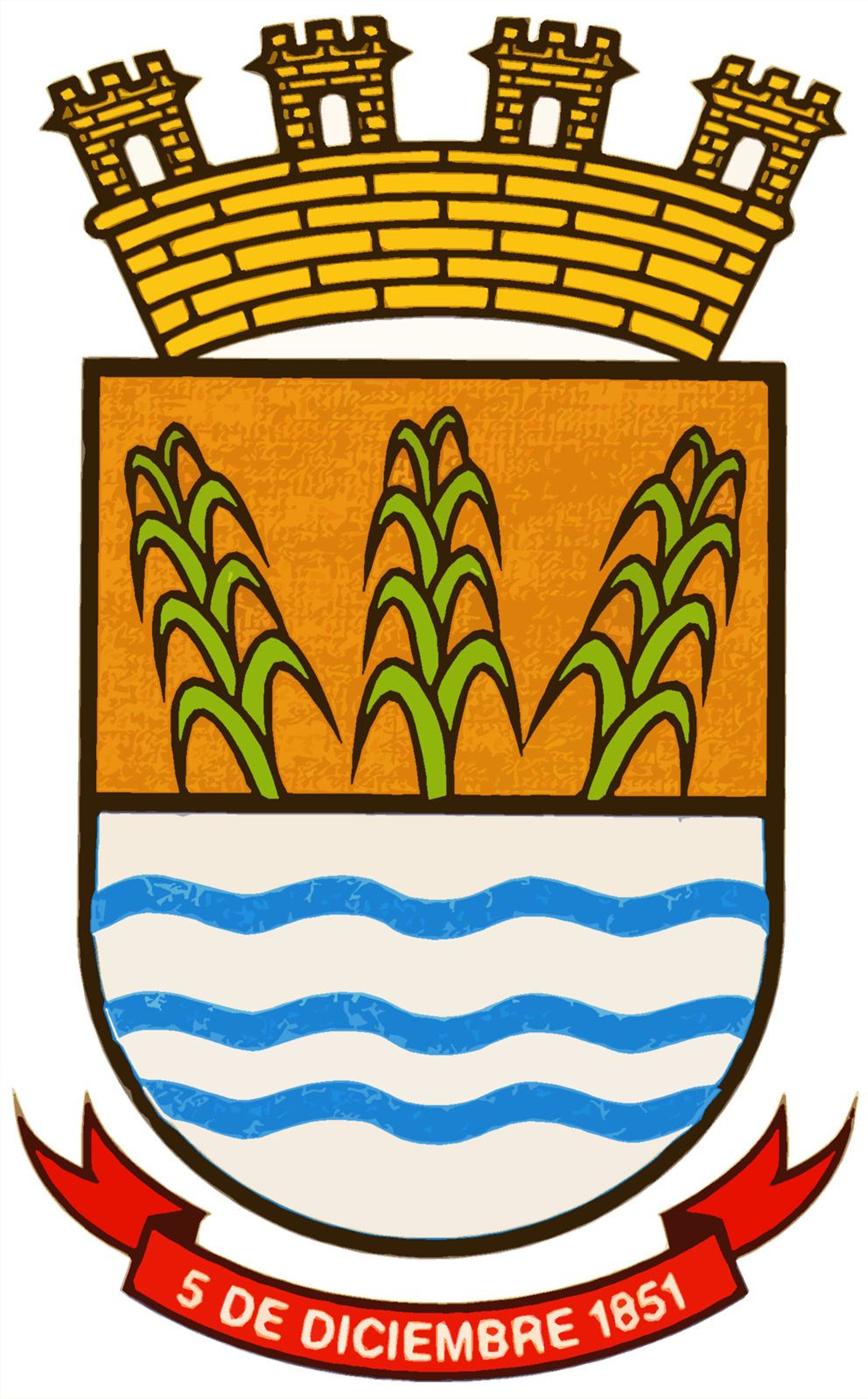
Escudo del Municipio Pedro María Ureña.

Creación a cargo del Dr. Aurelio Ferrero Tamayo, Individuo de Número de la Academia de Historia del Táchira e igualmente autor de los escudos de armas de San Cristóbal, Táriba, Rubio, Coloncito, Capacho, Santa Ana, el de la Universidad Católica del Táchira y también el de la casa de la Cultura “Manuel Antonio Díaz Cárdenas” de Capacho. Fue solicitado por la Cámara Municipal de Pedro María Ureña en julio de 1974, y el blasón se oficializó por decreto el 18 de Diciembre de 1976 en conmemoración al día de la ciudad de Ureña.
Descripción:
En la parte superior, tiene por timbre cuatro torres doradas unidas en forma de corona mural, que representan los caseríos o rancherías, “San Juan del Llano Táchira”, “Los Quemados”, “Sabana Larga” y “La Mulata”, que existían en el momento en que se conformó como Parroquia Civil en el año de 1851.
El blasón es cortado. El cuartel superior es un campo de color oro, donde se encuentran tres matas de caña dulce, de su color (verde), las cuales representan uno de los principales cultivos de la región en la época colonial, utilizada para hacer panela y producir azúcar.
En el cuartel inferior, sobre un fondo de color plata, se encuentran tres líneas horizontales onduladas de azur (azul claro), que representan las fuentes de agua que refrescan los Valles de Ureña y el río Táchira, límite fronterizo con Colombia.
Debajo del blasón, una cinta de gules (rojo), que lleva inscrita en letras de plata la fecha de elevación de Ureña como Parroquia Civil: 5 DE DICIEMBRE DE 1851.
EL escudo que se muestra, está en correspondencia con el decreto Municipal, y es el que se emplea en los documentos oficiales del Municipio emanados por parte de la Alcaldía, el Consejo Municipal, y en general

### Himno
Aprobado por unanimidad de la Cámara Municipal, en Sesión Ordinaria del 6 de Abril de 1994. Se estrenó con motivo del 146° Aniversario de la Fundación de Ureña (entonces en fecha del 18 de diciembre de 1995), entonado por la Estudiantina Sentimiento Andino. Los autores fueron condecorados con la Gran Cruz al Mérito del Trabajo, por parte del Alcalde y Cámara Municipal del Municipio Pedro María Ureña.
Letra: Prof. Luis Ernesto Rodríguez Durán.
Música: Prof. José del Carmen Avendaño.
CORO
Es Ureña Blasón de esperanza
patrimonio de la libertad
como astro forjado de historia
con trabajo sublime ideal. (Bis).
I
Es ventana que abre horizontes
a una patria de lucha ejemplar
donde un pueblo heroico, grandioso
es orgullo de grata bondad. (Bis).
II
En su valle de amplios senderos
aureolado de fruto auroral
han nacido sus hijos ilustres
recibiendo su luz inmortal. (Bis).
III
En sus fastos nutridos fulgores
cabe siempre también recordar
el empeño de sus pobladores
por quererlo despierto y tenaz. (Bis).
IV
En don Pedro María Ureña
fundador de este pueblo sin par
encontramos mensajes dichosos
caminando buscando la paz. (Bis).
V
En Ureña la patria comienza
describiendo la fraternidad
con Bolívar acción pensamiento
para honra suprema virtual. (Bis).

### Bandera

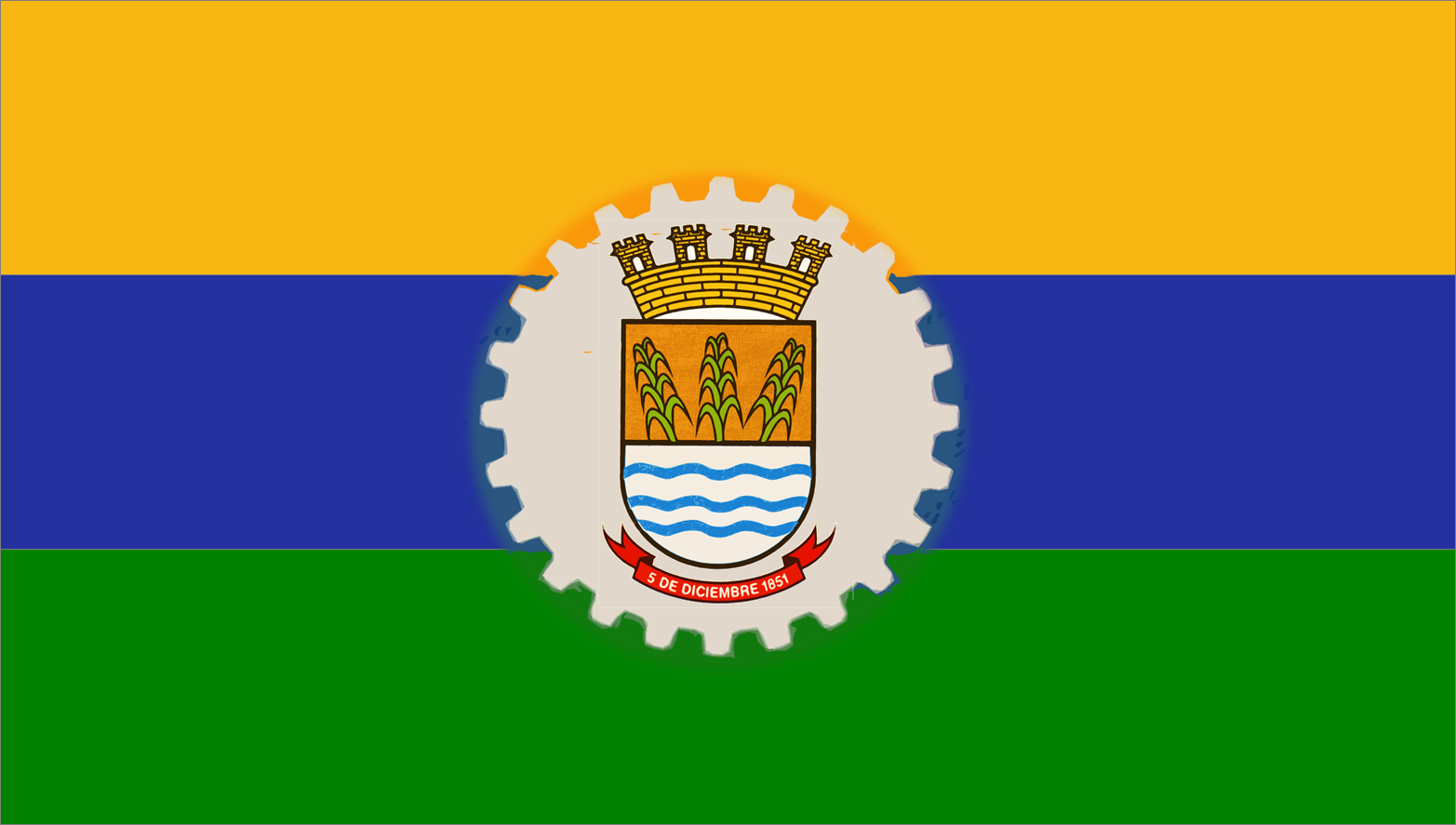
Bandera del Municipio Pedro María Ureña.

Diseñada por el Tnlgo. Carlos Alfaro Seminario. Fue seleccionada dentro de los Proyectos presentados ante la Comisión para elegir La Bandera del Municipio Pedro María Ureña, nombrada por el Consejo Municipal, en Sesión Ordinaria N° 26 de fecha 2 de julio de 2001; declarada oficialmente como el estandarte ganador el 05 de Julio de 2001.
Descripción de las franjas y objetos:
La bandera está dividida en tres franjas horizontales iguales, las cuales enfocan los tres objetivos de una comunidad: PAZ, LIBERTAD y TRABAJO.
Horizontal Amarillo (tono mostaza): representa el Sol, ya que el clima de Ureña es cálido como su gente, y la Tierra, un porcentaje alto del suelo es arcilloso, razón de la vegetación xerófila.
Horizontal Azul: recuerda las fuentes de Aguas Termales, patrimonio cultural y turístico del municipio, y su Cielo despejado la mayor parte del año.
Horizontal Verde: simboliza las Montañas, con su abundante flora y fauna, la agricultura, en especial la Caña de Azúcar; y la Esperanza como pueblo que se desarrolla y que tiene fijadas muchas metas.
En el centro y abarcando las tres franjas, hay un Rodamiento gris, en cuyo interior se encuentra el Escudo de Ureña, proyectándose como núcleo de la Industria, Manufactura, y del trabajo de la piedra caliza.

## Política y gobierno

### Alcaldes
| Período     | Alcalde                    | Partido político / Alianza | % de votos | Notas |
| ----------- | -------------------------- | -------------------------- | ---------- | --- |
| 1989 - 1992 | Julio Rojas                |                            | 46,31      | Primer alcalde bajo elecciones directas |
| 1992 - 1995 | Jairo Pastor Rodríguez Paz | FIE                        | 52,77      | Segundo alcalde bajo elecciones directas |
| 1995 - 2000 | Julio Rojas                |                            | -          | Tercer alcalde elecciones directas (se realizaron elecciones generales adelantadas en el 2000 debido a la aprobación de la Constitución de 1999) |
| 2000 - 2004 | Jesús María Mendoza        |                            | 26,92      | Cuarto alcalde bajo elecciones directas |
| 2004 - 2008 | Jesús María Mendoza        |                            | 45,69      | Reelecto |
| 2008 - 2013 | Nelson Becerra             |                            | 54,33      | Quinto alcalde bajo elecciones directas (se postergan 1 año las elecciones municipales pautadas para finales del 2012)                           |
| 2013 - 2017 | Alejandro García           |                            | 45,61      | Sexto alcalde bajo elecciones directas |
| 2017 - 2021 | Jhon Carrillo              |                            | 47,90      | Séptimo alcalde bajo elecciones directas |
| 2021 - 2025 | Jhon Carrillo              |                            | 48,10      | Reelecto |

### Concejo municipal
Período 1989 - 1992
| Concejales:                | Partido político / Alianza |
| -------------------------- | -------------------------- |
| Marco Antolinez            | AD                         |
| Jesús Blanco Higuera       | AD                         |
| Irwin Lugo Barrera         | AD                         |
| Nivia Moyano de Rodil      | AD                         |
| Edgar Becerra Torres       | FIE                        |
| María Sánchez de Contreras | FIE                        |
| Lucas Fuentes Méndez       | COPEI                      |

Período 1992 - 1995
| Concejales:        | Partido político / Alianza |
| ------------------ | -------------------------- |
| Angel Omaña        | FIE                        |
| Angel Márquez      | FIE                        |
| José Niño          | FIE                        |
| Jhon Sayago        | AD                         |
| Marco Antolinez    | AD                         |
| Irwin Lugo Barrera | AD                         |
| Oswaldo Lugo       | COPEI                      |

Período 1995 - 2000
| Concejales:          | Partido político / Alianza |
| -------------------- | -------------------------- |
| Jhon Sayago          | AD                         |
| Jorge Omaña Carvajal | AD                         |
| Santos Ramírez       | AD                         |
| Manuel Velasco       | AD                         |
| Ruben Becerra        | COPEI                      |
| Luisa Castro         | COPEI                      |
| Pedro Valencia       | LCR                        |

Período 2000 - 2005
| Concejales                  | Partido político / Alianza |
| --------------------------- | -------------------------- |
| Iván Darío Rosales          | MVR                        |
| '                           | MVR                        |
| '                           | MVR                        |
| '                           | MVR                        |
| 'Desiree del Valle Guerrero | AD                         |
| Jose Angel Rodriguez        | AD                         |
| '                           | PIBE                       |

Período 2005 - 2013
| Concejales            | Partido político / Alianza |
| --------------------- | -------------------------- |
| Leila Pineda Martínez | MVR                        |
| Miriam Mahecha        | MVR                        |
| Iván Darío Rosales    | MVR                        |
| Edgar Omar Molina     | MVR                        |
| Adonai Torres         | MVR                        |
| Fernando Pérez        | PPT                        |
| Alejandro García      | MAS                        |

Período 2013 - 2018
| Concejales        | Partido político / Alianza |
| ----------------- | -------------------------- |
| Héctor Sanabria   | MUD                        |
| Adonay Torres     | MUD                        |
| Pablo Varela      | MUD                        |
| Marian Pinto      | MUD                        |
| Ignacio Hernández | MUD                        |
| Darwin Gómez      | MUD                        |
| Carlos Cortez     | PSUV                       |

Período 2018 - 2021
| Concejales         | Partido político / Alianza |
| ------------------ | -------------------------- |
| Jean Carlos Garcia | PSUV                       |
| Nilson Becerra     | PSUV                       |
| Celia Garcia       | PSUV                       |
| Lisset Pallares    | PSUV                       |
| Marisela Lopez     | PSUV                       |
| Miguel Barrera     | PSUV                       |
| Omar Molina        | MEP                        |

Período 2021 - 2025
| Concejales         | Partido político / Alianza |
| ------------------ | -------------------------- |
| Jean Carlos García | PSUV                       |
| Liseth Pallares    | PSUV                       |
| Alejandro Chaparo  | PSUV                       |
| Alexander Blanco   | PSUV                       |
| Yaritza Cáceres    | PSUV                       |
| Mayreth Dueñas     | AD                         |
| Angel Araque       | UPP89                      |

## Sitios de interés
El Municipio cuenta con lugares importantes, algunos de ellos con relevancia histórica o cultural, así como espacios naturales y turísticos, reconocidos por sus bondades para usos medicinales. Entre otros, se tienen:
- Plaza Bolívar de Ureña (1913).
- Iglesia San Juan Bautista (1875).

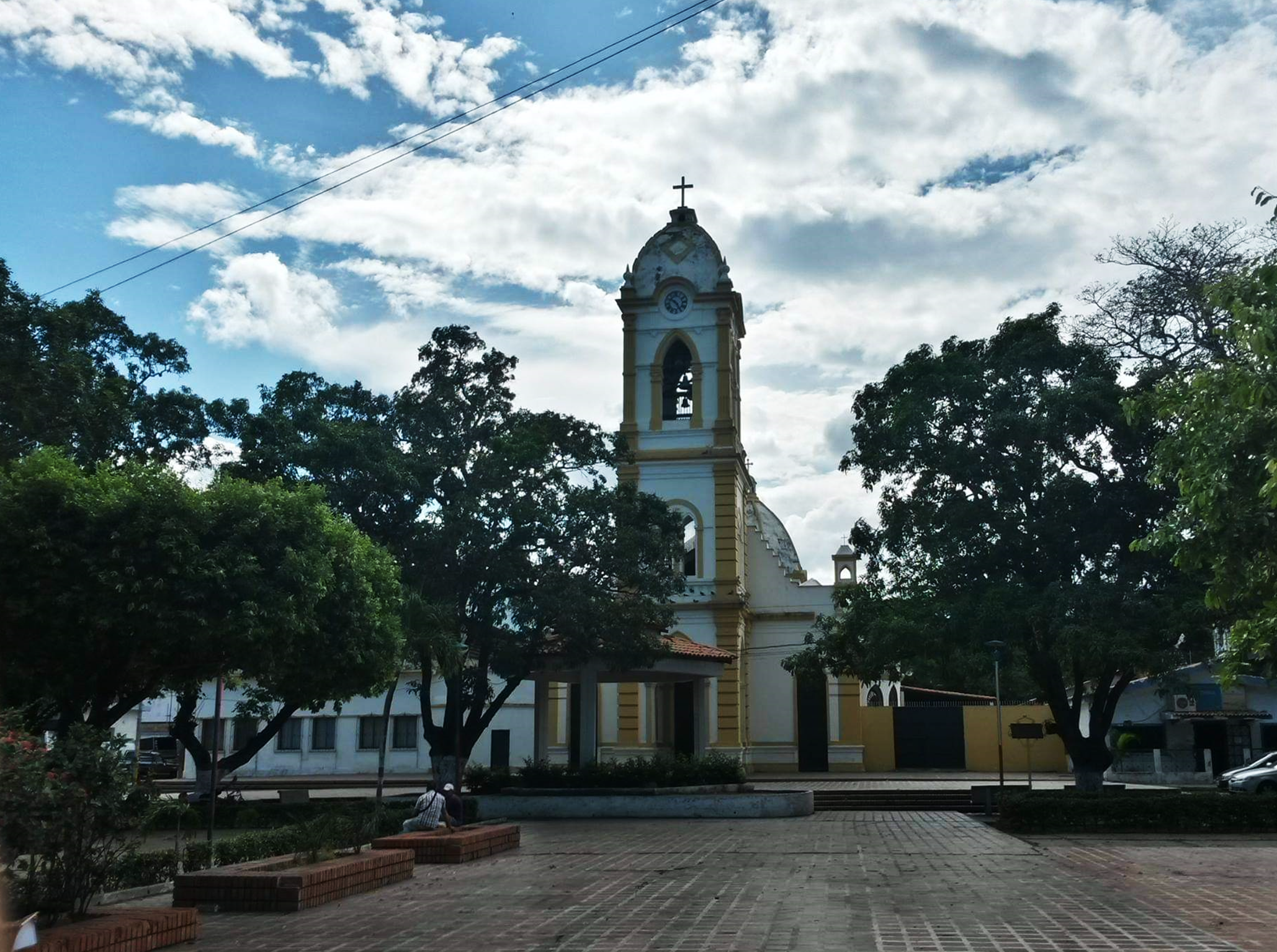
Iglesia San Juan Bautista - Municipio Pedro María Ureña - Estado Táchira

- Plaza Los Quemados - destaca un busto de Don Pedro María Ureña (ubicación primigenia del poblado San Juan del Llano Táchira).
- Capilla San Pedro (1928).
- Grupo Escolar "Pedro María Ureña" - con la infraestructura educativa más antigua de la localidad (1950).
- Casa de la Cultura "Don Andrés Bello".
- Central Azucarero de Ureña (edo. Táchira) (1954) - hoy AZUREÑA.
- La Toma Carmelitera (1876).
- Puente Internacional Francisco de Paula Santander, sobre el Río Táchira (1969).
- Puente Internacional Tienditas, en la población homónima, al sur del Municipio (2019 - por inaugurar actividades).
- Cruz de la misión (1954) y Plaza de la Juventud.
- Parque Simón Bolívar en la Avenida Intercomunal - donde se destaca la estatura Don Pedro María Ureña (remodelación - 2000).
- Iglesia Nuestra Señora de Lourdes (Aguas Calientes) (capilla en 1875 - remodelado y ampliado el templo en 1958).
- Fuentes de aguas termales (?) - decretado Parque Municipal "General de División Marcos Pérez Jiménez" (1991).
- Hotel Aguas Calientes (1957).
- Casa Hogar Santísima Trinidad - Hermanas Dominicas.
- INAGER - Unidad Gerontológica Pedro María Ureña (1977).
- Instituto Nacional de Capacitación y Educación Socialista - INCES "Mario Briceño Iragorry" (2000).
- Paraje turístico Las Guineas - La Rinconada.